# Erigeron versicolor
Erigeron versicolor là một loài thực vật có hoa trong họ Cúc. Loài này được (Greenm.) G.L.Nesom mô tả khoa học đầu tiên năm 1982.